# Helan och Halvan på vift
Helan och Halvan på vift (engelska: We Faw Down) är en amerikansk komedifilm med Helan och Halvan från 1928 regisserad av Leo McCarey.

## Handling
Helan och Halvan ljuger för sina fruar om att de ska gå till Orpheum Theatre i affärssyfte, när de egentligen ska spela poker med några vänner. Sedan får fruarna reda på att Orpheum Theatre brinner.

## Om filmen
I Storbritannien lanserades filmen med titeln We Slip Up.
Handlingen i filmen återanvändes i duons senare långfilm Följ med oss till Honolulu som utkom 1933, varav några detaljer återanvändes i kortfilmen Helan och Halvan som barnjungfrur som utkom 1932 och långfilmen Skrattar bäst som skrattar sist som utkom 1938.

## Rollista (i urval)
- Stan Laurel – Stan (Halvan)
- Oliver Hardy – Ollie (Helan)
- Vivien Oakland – mrs. Hardy
- Bess Flowers – mrs. Laurel[3]